# Тецаве
Тецаве (др.-евр. תצוה‬ — «Прикажи») — одна из 54 недельных глав-отрывков, на которые разбит текст Пятикнижия (Хумаша).
Двадцатая по счёту глава Торы и восьмая по счёту глава книги Шмот.

## Краткое содержание главы
В главе Тецаве описывается вторая часть заповеди создания скинии собрания (первая часть заповеди описана в предыдущей главе «Трума»).
В начале главы описываются одежды, которые должны носить коэны для служения в скинии (на тот момент коэнами были Аарон и его сыновья).
Упомянуты восемь видов одежд:
- михнасаим (нижняя одежда),
- кутонет (рубаха),
- авнет (пояс),
- микбар/мицнефет (головной убор),
- циц (наголовная золотая пластина), хошем (нагрудник),
- эфод (фартук),
- меиль (мантия с колокольчиками).

Первые четыре вида одежды обязательны для всех коэнов, остальные четыре полагаются только для главного коэна. Для каждой из этих одежд приводится множество деталей.
Во второй половине главы описывается процедура, как коэны должны быть уполномочены к служению. Процедура уполномочивания должна длиться семь дней и сопровождается жертвоприношениями тельца и двух овнов. Данная глава описывает лишь содержание приказа со стороны всевышнего. Само же осуществление это приказа описано в последующих главах Ваякхель и Пкудей.